# 원통사지
원통사지(圓通寺址)는 대한민국 전북특별자치도 무주군 안성면 죽천리에 있는, 신라시대 원통사 절터이다. 1983년 8월 24일 전라북도의 기념물 제67호로 지정되었다.

## 개요
덕유산 남쪽 기슭에 있는 원통사의 옛 터이다. 원통사중창비문에 의하면 원통사는 신라 때 지어진 사찰로, 절이 지어졌을 당시의 규모에 대하여 정확히는 알 수 없으나, 법당, 종각, 누각 등의 건물이 있었던 것으로 기록되어 있다.
조선 숙종 24년(1698) 탄언, 도영, 혜옥선사들이 당과 종각을 고쳐 짓고, 동종을 만들었으며, 불상을 보수하였으나, 1949년 여순사건으로 모두 불타버렸다. 그후 1976년에 배재열 스님이 주지로 부임해오면서 복원 계획을 세우고, 삼보법인 황광석 회장이 개인 재산을 들여 복원을 시작한 지 3년만인 1985년 대웅전, 선초당, 초연교를 새로 고쳐 세움으로써 원통사의 옛 모습을 되찾게 되었다.
원통사는 광무 9년(1905) 일제에 의해 강제로 체결된 을사조약 이후 일본군에 항거하던 의병들이 항일투쟁의 본거지로 삼았던 의미 깊은 호국도량이다.

## 참고 자료
- 원통사지 - 국가유산청 국가유산포털